# Feldlazarett

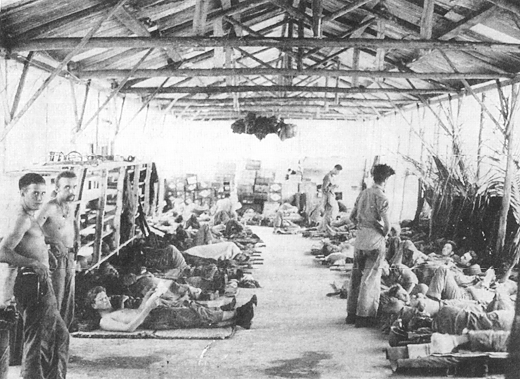
Feldlazarett auf Guadalcanal, Herbst 1942

Feldlazarette (Feld steht für die frühere Bezeichnung des Kriegsschauplatzes) sind bewegliche Sanitätseinrichtungen und dienen der Versorgung von Verwundeten in einem militärischen Konflikt.
Das Feldlazarett folgt der Rettungsstation (früher: Truppenverbandplatz) und dem Rettungszentrum (früher: Hauptverbandplatz) als drittes Glied der militärischen Rettungseinrichtungen. Feldlazarette befinden sich in konventionellen Kriegen meist weit hinter der Front (ältere Bezeichnung dafür: Etappe), zwischen Hauptverbandplatz und Kriegslazarett, dem stehenden Lazarett im rückwärtigen Armeegebiet. Im Falle von Besatzungseinsätzen werden sie aber regelmäßig auch innerhalb der Konfliktgebiete errichtet, was zu einer stark erhöhten Gefährdung des Sanitätspersonals führt.

## Funktion und Ausstattung

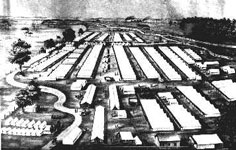
Feldlazarett während der Belagerung von Petersburg im Sezessionskrieg

Organisation einer medizinischen Vorpost, d. h. französische Behandlungsplatz (plan Orsec-Novi: französische Massenanfall von Verletzten Notfallplan, MANV).Bildbeschreibung: CUMP: cellule d'urgence médico-psychologique ; UR: urgences relatives ; UA: urgences absolues ; KTW: Krankentransportwagen

Feldlazarette moderner Streitkräfte der heutigen Zeit besitzen die Ausstattung und Kapazität eines mittleren Kreiskrankenhauses. Neben der notfallmedizinischen und chirurgischen Versorgung ist auch eine intensivmedizinische Behandlung gewährleistet. Für die seelische Betreuung der Truppe ist zudem auch psychologisches Personal vorhanden. Ein Feldlazarett ist modular aufgebaut und besteht je nach Einsatzzweck aus mehreren Sanitätscontainern in Kombination mit Zelten.
Feldlazarette in ihrer heutigen Form sind mit dem Fortschritt der Medizin entstanden und wurden wohl während des amerikanischen Bürgerkrieges erstmals eingesetzt. Ihre Vorläufer waren mobile Hospitäler der verschiedenen Ritterorden während der Kreuzzüge.
Das Feldlazarett kann bei Bedarf – z. B. durch sich verändernde Kriegslage etwa durch herannahen der Frontlinie – schnellstmöglich verlegt werden. Es ist der Wirkungsbereich des Medizinischen Dienstes einer militärischen Streitmacht, bestehend aus Sanitätsoffizieren (Ärzten aller Waffengattungen) und Sanitätspersonal. Die Wundärzte im Heer wurden früher als Feldscher bezeichnet. Das Lazarett als Feldkrankenhaus ist in der Lage, Operationen und Behandlungen durchzuführen. Je nach Schweregrad der Verwundung wird entschieden, ob die Operation unmittelbar vor Ort oder in einem Krankenhaus/Lazarett im Heimatland ausgeführt wird. Häufig ist aber an einem Konzentrationspunkt von Verwundeten und Infizierten, wie es ein solches Lazarett ist, die Gefahr des Ausbruches von Epidemien sehr hoch. Dieses wirkt wiederum auf die Mortalität (Sterblichkeitsrate) ein. Man trennt daher in diesen Einrichtungen nach septischen (ansteckend) und aseptischen (nichtansteckend) Patienten um diese Gefahr zu minimieren.
Entsprechend der Gliederung von Streitkräften in ihre Truppenteile gibt es zunächst mehrere unterschiedliche Sanitätseinrichtungen. In den Rettungsstationen und Verbandplätzen wird nach der Rettung der Verwundeten aus dem unmittelbaren Kampfbereich dafür gesorgt, dass sie für den weiteren Transport in rückwärtige Sanitätseinrichtungen „stabilisiert“ werden. Vor der Rettung werden zumeist im Kampfgebiet sogenannte „Verwundetennester“ angelegt, die als solche durch weiße Fahnen – mit oder auch ohne rotem Kreuz – kenntlich gemacht sind.

## Besonderer rechtlicher Status
Laut den Genfer Konventionen dürfen so gekennzeichnete Verwundetennester ebenso wie Krankentransportfahrzeuge und deren Personal nicht beschossen werden. Die Realität sah und sieht allgemein oft anders aus. Umgekehrt dürfen Sanitätseinrichtungen wegen des ihnen nach der Genfer Konvention zukommenden besonderen Status auch nicht als „Schutzschild“ für andere militärische Einheiten missbraucht werden. Krankentransportfahrzeuge dürfen nicht für Truppenverlegungen und den Transport von Waffen und Munition genutzt werden. Sanitätspersonal darf auch nicht zu aktiven Kampfhandlungen herangezogen werden. Sie dürfen keine Wach- und Sicherungsaufgaben im Einsatz durchführen. Es ist weiterhin nicht statthaft, Lazarette im selben Gebäude mit aktiven Teilen der Streitkräfte unterzubringen, die ein legitimes Ziel feindlicher Angriffe wären. Die Nichteinhaltung von Schutzmaßnahmen nach dem Kriegsvölkerrecht durch eine Seite entbindet die andere Kriegspartei nicht von der Einhaltung der für sie bindenden Rechte nach dem Kriegsvölkerrecht.

## Siehe auch

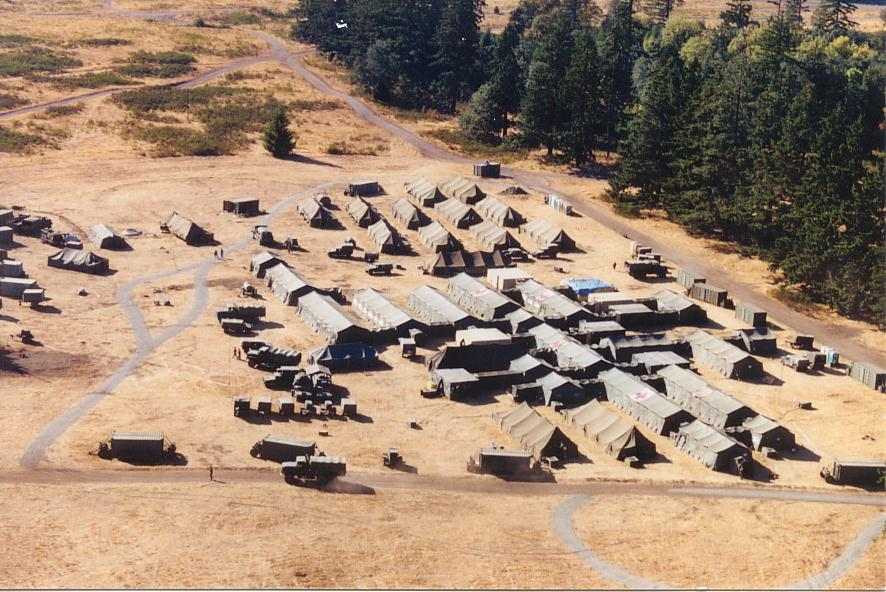
US-Feldlazarett in Fort Lewis

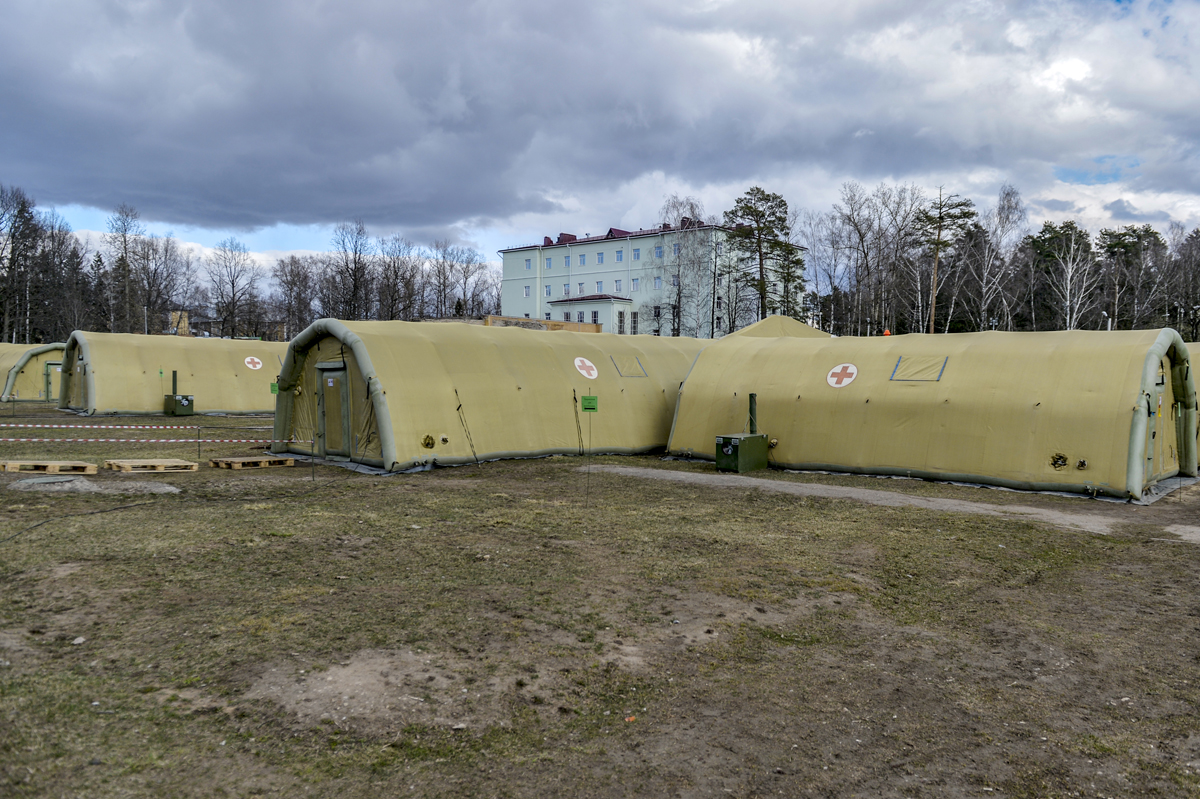
Modernes mobiles Feldlazarett der russischen Armee

## Historische Quellen
- Johann Ulrich Bilguer: Anweisung zur ausübenden Wundarzneykunst in Feldlazarethen. C. F. Günther, Leipzig/Glogau 1763 (Digitalisierte Ausgabe der Universitäts- und Landesbibliothek Düsseldorf)
- Johann Ulrich Bilguer: Versuche und Erfahrungen über die Faulfieber und Ruhren, dem häufigen Sterben bey den Armeen und in den Feldlazarethen künftighin Grenzen zu setzen. Hesse, Berlin 1782.